# 马尔梅卢什
马尔梅卢什是葡萄牙布拉干萨区的一个堂区。总面积22.53平方公里，总人口204人，人口密度9.1人/平方公里。